# 雷鳴遠
樊尚·勒貝神父（法語：Frédéric Vincent Lebbe，1877年8月19日—1940年6月24日），洗名樊尚，漢名雷鳴遠，字振聲，天主教遣使会會士，也是两个華籍男女修會耀汉小兄弟会及德來小妹妹會的會祖。由于他的努力，教廷在1926年任命了第一批6位中国籍主教。他於1927年加入中国国籍，於抗戰期间組織战地服务团，抢救中國伤兵和平民。1940年被八路军抓捕，释放后不久在重庆去世。

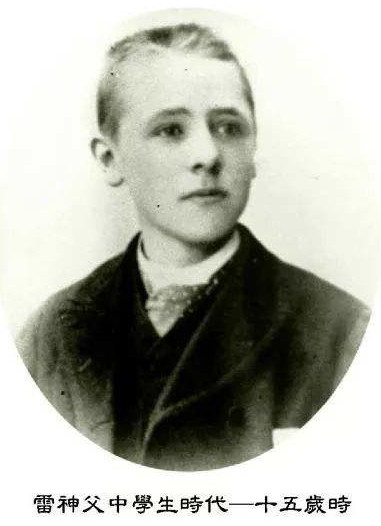

## 生平
1877年8月19日，雷鸣远生于比利时佛蘭芒大區根特城一个虔诚的天主教家庭，父亲是佛蘭芒人，担任公证人，母亲是有一半法国血统的英国人。他是家中长子，洗名樊尚（Vincent）。11岁时，阅读1840年在中國武昌殉教的董文学神父传记后，立志前往中国传教。1895年，在巴黎，加入董文学神父所属的遣使會。於神學院就讀期间，1900年中国发生义和团运动，比利时传教士韓默理主教在内蒙古殉教，更促成雷鸣远決定前往中國傳教。
1901年，雷鸣远随北京教区的樊国梁主教乘船来华。同年10月28日，在北京成为神父，随后被派往武清县小韩村等地传教。1903年，雷鸣远主持重建在义和团运动中被损毁的小韩村教堂。
雷鸣远到達中國傳教後，努力學習中國文化，讀中國書，能说一口流利标准的国语，用毛筆写漂亮的行书，穿中国服装，遵守中国习俗。雷鸣远因此吸引了一批天津的中国知识分子的关注，其中数十人加入天主教，还有更多的人参与到关于宗教、伦理和爱国主义的讨论。
1912年，从北京教区分出天津教区，传教成绩奇佳的雷鸣远，便升任这个新教区的副主教。

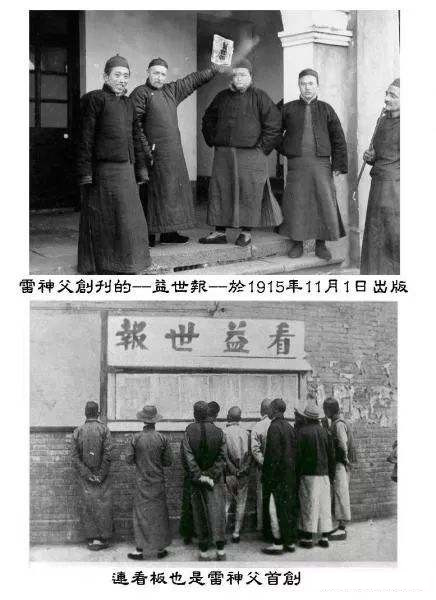

1915年10月10日，雷鸣远和中国天主教徒，在天津租界以外的南市荣业大街，创办《益世報》。为“民国四大报刊”之一。 
雷鸣远与在巴黎遣使会结识的汤作霖（Antoine Cotta，1872-1957）一起批评各个外国修会代表本国的利益而控制中国天主教的作法，提出“中国归中国人，中国人归基督”的口号，并积极推动梵蒂冈任命中国国籍主教。为实现这个梦想，他受到遣使會的排挤。
1916年天津发生老西開事件，雷鸣远大力支持天津市民反对法国人扩展天津法租界，将圣若瑟主教座堂及附近地区并入该租界的行动，在《益世报》发表大量反对法租界扩张的文章，与支持法租界扩张的法國籍天津教区主教杜保禄发生冲突。应领事馆的要求，雷鸣远于1917年被遣使会会长罗得芳降职调往浙江省宁波教区，1920年4月由传信部特使光若翰主教安排，送回欧洲。
在欧洲期间，雷鸣远从事中国留学生的传教工作。1923年，他在巴黎为他们建立"Associatio Catholica iuventutis Sinensis"。

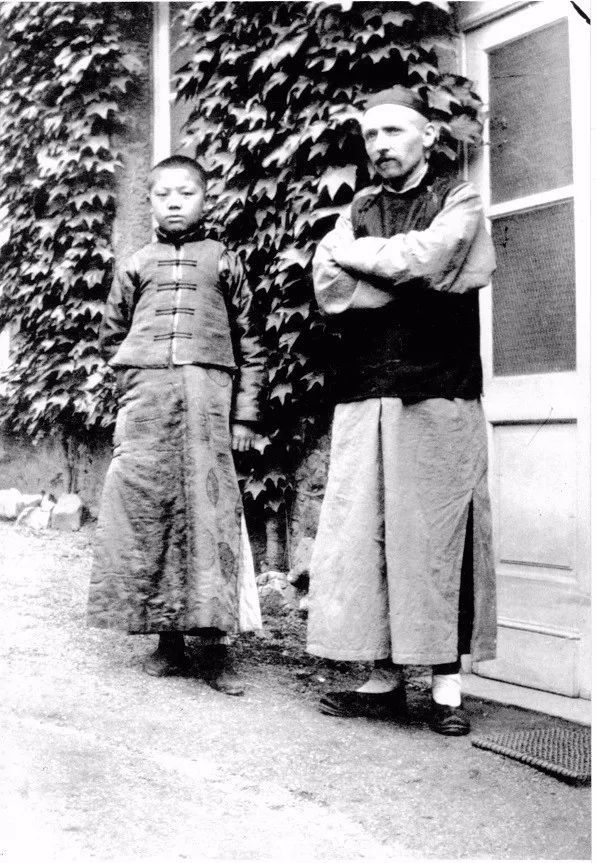
雷鸣远神父和幼年時期的英千里

雷鸣远继续努力，向教廷上万言书，后来得以面见教宗陈情，举荐6位中国主教的人选（海门教区朱开敏、蒲圻教区成和德、汾阳教区陈国砥、宣化教区赵怀义、台州教区胡若山、安国教区孙德桢）。终于在1926年10月28日，在罗马圣伯多禄大殿，教宗庇护十一世亲自祝圣了首批六位中国主教。在参加祝圣典礼时，雷鸣远喜极而泣达两小时之久，说：“主啊！现在可以放你的仆人平安而去。”
1927年，雷鸣远申請中國國籍獲准，始被法國放行來華。在河北省中国籍主教孙德桢领导的安国教区更积极地传教，并创立耀汉小兄弟会（1928年）和德来小姊妹会。雷神父于1933年7月脱离遣使会，翌年加入自己创立的耀汉小兄弟会，并发圣愿。
雷鸣远站在中国人的立场，极力主张抗日。1933年热河长城抗战，他带领教徒前去抢救伤兵；1937年抗日战争全面爆发以后，雷鸣远神父率领教友共六百余人，组织战地服务团、救护队，在太行山和中条山一带抢救伤兵，救济难民，教育失学儿童。
1940年，雷鸣远服务的政府军鹿钟麟部与八路军发生冲突，3月9日，雷鸣远被八路军俘虏，关押在太行山山区的山西省辽县（今左权县），被当作国民党间谍受到6个星期的洗脑和酷刑，40多天后，经国民政府交涉，雷鸣远被释放，但已罹患重病。
在到达重庆后不久，1940年6月24日，雷鸣远因黄疸病逝世于歌樂山。同年7月18日，中華民國國民政府以1287號褒揚令公開褒揚。11月29日，重慶市召开追悼雷鳴遠神父大會。台北的國民革命忠烈祠亦有設他的靈位。
雷震遠、雷鳴遠的著作《內在的敵人》，該書揭露八路軍於1940年皖南事變前突襲國軍三個軍共6萬多人，卻沒有動不足50英里外的日軍。

## 紀念他的建築
- 天主教鳴遠中學
- 鳴遠橋
- 鳴遠樓（台中衛道中學）
- 鳴遠幼兒園（新北市新莊區）